# Wang Jie
Wang Jie (en chino: 王洁; Altay, 4 de diciembre de 1983) es una deportista china que compitió en voleibol, en la modalidad de playa.
Participó en los Juegos Olímpicos de Pekín 2008, obteniendo la medalla de plata en el torneo femenino (haciendo pareja con Tian Jia). Ganó una medalla de plata en el Campeonato Mundial de Vóley Playa de 2007.

## Palmarés internacional
| Juegos Olímpicos   | Juegos Olímpicos | Juegos Olímpicos | Juegos Olímpicos |
| Año                | Lugar            | Medalla          | Pareja           |
| ------------------ | ---------------- | ---------------- | ---------------- |
| 2008               | Pekín (China)    | Medalla de plata | Tian Jia         |
| Campeonato Mundial |                  |                  |                  |
| Año                | Lugar            | Medalla          | Pareja           |
| 2007               | Gstaad (Suiza)   | Medalla de plata | Tian Jia         |